# Spartakiades militaires de l'amitié
Les spartakiades militaires de l'amitié sont des compétitions sportives militaires internationales de pays du bloc de l'Est. 
Des spartakiades d'été (cycle de quatre ans, toujours un an après les Jeux olympiques d'été) et d'hiver (tous les 2 ans) ont été organisées. La première spartakiade militaire d'été a eu lieu en 1958 et la première d'hiver en 1961. 

## Spartakiades militaires d'été
| Année | Pays hôte | Ville                          |
| ----- | --------- | ------------------------------ |
| 1958  | RDA       | Leipzig                        |
| 1969  | SUN       | Kiev                           |
| 1973  | CSK       | Prague                         |
| 1977  | CUB       | La Havane                      |
| 1981  | HUN       | Budapest                       |
| 1985  | POL       | Varsovie , Bydgoszcz , Wrocław |
| 1989  | BUL       | Sofia                          |

## Spartakiades militaires d'hiver
| Année | Pays hôte | Ville                          |
| ----- | --------- | ------------------------------ |
| 1961  | POL       | Zakopane, Bydgoszcz, Toruń     |
| 1969  | CSK       | Špindlerův Mlýn                |
| 1971  | POL       | Zakopane                       |
| 1973  | BGR       | Pamporovo                      |
| 1975  | SUN       | Léningrad , Kirovsk, Kavgolovo |
| 1977  | CSK       | Špindlerův Mlýn, Liberec       |
| 1979  | POL       | Zakopane , Nowy Targ           |
| 1981  | SUN       | Borovitchi                     |
| 1983  | RDA       | Oberhof                        |
| 1985  | SUN       | Minsk                          |
| 1987  | ROU       |                                |